# Pinnacles Park
Pinnacles Park är en park i Kanada.   Den ligger i provinsen British Columbia, i den centrala delen av landet, 3 400 km väster om huvudstaden Ottawa. Pinnacles Park ligger 777 meter över havet.
Terrängen runt Pinnacles Park är kuperad österut, men västerut är den platt.Närmaste större samhälle är Quesnel, 4,6 km öster om Pinnacles Park.
I omgivningarna runt Pinnacles Park växer i huvudsak barrskog. Trakten runt Pinnacles Park är nära nog obefolkad, med mindre än två invånare per kvadratkilometer.